# Voat Phnum
Voat Phnum es una comuna (khum) del distrito de Daun Penh, en la provincia de Nom Pen, Camboya. En marzo de 2008 tenía una población estimada de 9263 habitantes.
Se encuentra ubicada junto a los ríos Mekong y Bassac, al sur del lago Sap (Tonlé Sap).